# Aprepitant
Aprepitant – organiczny związek chemiczny, lek przeciwwymiotny stosowany w celu przeciwdziałania wymiotom i nudnościom w przebiegu chemioterapii nowotworowej.

## Mechanizm działania
Aprepitant jest wybiórczym antagonistą o wysokim powinowactwie, działającym na ludzkie receptory neurokininowe 1 (NK1) substancji P.

## Wskazania do zastosowania
Lek jest stosowany w zapobieganiu występowania wczesnym i opóźnionym nudnościom i wymiotom w przebiegu chemioterapii przeciwnowotworowej u osób dorosłych, z zastosowaniem cisplatyny – leku o największym potencjale emetogennym wśród chemioterapeutyków oraz u osób przyjmujących chemioterapię o umiarkowanym ryzyku wymiotów. W badaniach klinicznych w skojarzeniu z ondansetronem i deksametazonem skutecznie likwidował nudności i wymioty wczesne i późne.
Sugeruje się, że aprepitant może mieć również znaczenie w leczeniu depresji

## Przeciwwskazania
- nadwrażliwość na aprepitant
- jednoczesne przyjmowanie preparatów zawierających pimozyd, terfenadynę, astemizol lub cyzapryd.

## Środki ostrożności
1. Nie stosować u dzieci i młodzieży w wieku poniżej 18 lat (brak wystarczających danych dotyczących bezpieczeństwa stosowania i skuteczności),
2. Zachować ostrożność u pacjentów z umiarkowanymi lub ciężkimi zaburzeniami wątroby,
3. Nie zaleca się jednoczesnego stosowania z produktami ziołowymi zawierającymi ziele dziurawca
4. Jedyny preparat zarejestrowany w Polsce[4] zawiera sacharozę – nie należy stosować u pacjentów z rzadkimi dziedzicznymi zaburzeniami związanymi z nietolerancją fruktozy, zespołem złego wchłaniania glukozy i galaktozy lub niedoborem sacharazy-izomaltazy
5. Aprepitantu nie stosować w ciąży, chyba że jest to wyraźnie konieczne oraz nie zaleca się stosowania w okresie karmienia piersią. Nie jest znany wpływ aprepitantu na rozwój ciąży, płodu oraz nie wiadomo czy przenika on do mleka kobiecego.

## Interakcje lekowe
Aprepitant jest substratem, umiarkowanym inhibitorem oraz induktorem układu CYP3A4, a także induktorem CYP2C9. Podczas jego stosowania może dochodzić do znacznego zwiększenia stężenia leków metabolizowanych przez ten układ. Należy szczególnie zwrócić uwagę na substancje czynne o wąskim zakresie terapeutycznym, tj. cyklosporynę, takrolimus, sirolimus, ewerolimus, alfentanyl, diergotamina, ergotamina, fentanyl czy chinidyna, a także zachować ostrożność w skojarzeniu z irynotekanem lub pochodnymi alkaloidów sporyszu (ryzyko nasilenia działania toksycznego). Należy zachować szczególną ostrożność w czasie stosowania aprepitantu z takimi inhibitorami CYP3A4 jak klarytromycyna, rytonawir, ketokonazol, telitromycyna, nefazodon czy inhibitory proteazy, ponieważ mogą one powodować zwiększenie stężenia aprepitantu w osoczu. Przeciwnie, przy podawaniu aprepitantu z induktorami CYP3A4 takimi jak ryfampicyna, fenytoina, karbamazepina czy fenobarbital może dojść do zmniejszenia skuteczności działania aprepitantu poprzez obniżenie stężenia leku w osoczu. Po zakończeniu leczenia następuje przemijające, łagodne pobudzenie aktywności CYP2C9, CYP3A4 oraz glukoronidacja.
Lek podczas stosowania i w ciągu 28 dni może zmniejszać skuteczność działania hormonalnych środków antykoncepcyjnych, dlatego podczas stosowania aprepitantu i przez 2 miesiące po przyjęciu ostatniej dawki aprepitantu należy stosować dodatkowe lub alternatywne metody antykoncepcji.
W czasie leczenia aprepitantem i warfaryną obserwuje się skrócenie czasu protrombinowego – należy ściśle monitorwać INR w czasie leczenia, a także przez 2 tygodnie po każdorazowej 3-dniowej terapii.

## Działania niepożądane
Odnotowano działania niepożądane występujące często lub niezbyt często takie jak:
- zwiększenie aktywności enzymów wątrobowych (AlAT, AspAT i fosfataza zasadowa)
- ból i zawroty głowy, ból brzucha, bóle mięśni
- zaparcie, biegunka, niestrawność, czkawka, jadłowstręt, zaburzenia smaku, nudności, wymioty, wzdęcie
- osłabienie i uczucie zmęczenia, spadek lub wzrost masy ciała, letarg, senność
- hiperglikemia
- mikrohematuria
- hiponatremia
- neutropenia
- bradykardia, kołatanie serca, zaburzenia sercowo-naczyniowe
- niedokrwistość
- koszmary senne
- zapalenie spojówek, gardła, jelita cienkiego i okrężnicy, jamy ustnej
- szum w uszach
- kichanie, kaszel, podrażnienie gardła, suchość jamy ustnej
- perforujący wrzód dwunastnicy, zaparcie, refluks żołądkowo-przełykowy
- wielomocz, trudności w oddawaniu moczu, częstomocz, nadmierne pragnienie
- wysypka, trądzik, nadwrażliwość na światło, nadmierna potliwość, przetłuszczona skóra, świąd
- zakażenia drożdżakowe i infekcje gronkowcowe
- obrzęk, dreszcze, zaburzenia chodu
- dezorientacja, euforia, lęk

## Dawkowanie
Substancja przyjmowana doustnie, stosowana w leczeniu skojarzonym z kortykosteroidem i antagonistą receptora 5-HT3.

Zalecana dawka to 125 mg, raz na dobę, podana na godzinę przed rozpoczęciem chemioterapii w pierwszej dobie oraz dawka 80 mg, raz na dobę podana w 2. i 3. dobie.
Nie jest konieczne dostosowywanie dawki u osób w podeszłym wieku, z zaburzeniami czynności nerek lub poddawanych hemodializie pacjentów ze schyłkową niewydolnością nerek oraz u pacjentów z łagodnymi zaburzeniami czynności wątroby. Lek można przyjmować niezależnie od posiłku.

## Preparaty
Dostępne w Polsce:
- Emend – Merck Sharp & Dohme – kapsułki twarde 80 mg; 1 lub 2 szt.
- Emend – Merck Sharp & Dohme – kapsułki twarde 125 mg; 1 lub 5 szt.

## Synteza chemiczna
Synteza aprepitantu przebiega w czterech etapach:
- Synteza (±)-trans-morfolinolu z p-fluorobenzaldehyduPierwszy etap syntezy

Pierwszy etap syntezy

1. Przekształcenie fluorobenzaldehydu do α-aminonitrylu
2. Hydroliza otrzymanego α-aminonitrylu do amidu za pomocą nadtlenku wodoru w środowisku zasadowym
3. Cyklizacja amidu w obecności kwasu octowego
4. Redukcja (±)-morfolinonu do (±)-trans-morfolinolu

- Synteza 1-(1-bromoetylo)-3,5-bis-trifluorometylobenzenu z pochodnej acetofenonuDrugi etap syntezy

Drugi etap syntezy

1. Redukcja pochodnej acetofenonu za pomocą metanolowego roztworu borowodorku sodu
2. Potraktowanie krystalicznego osadu wodnym roztworem bromowodoru

- Połączenie otrzymanych związków i wyodrębnienie odpowiedniego izomeruTrzeci etap syntezy

Trzeci etap syntezy

1. Połączenie (±)-trans-morfolinolu z 1-(1-bromoetylo)-3,5-bis-trifluorometylobenzenu w obecności węglanu potasu
2. Hydrogenoliza za pomocą wodoru w mieszaninie węgla z palladem
3. Krystalizacja z alkoholu izopropylowego
4. Wyodrębnienie potrzebnego enancjomeru do końcowej syntezy w postaci soli kwasu kamforo-10-sulfonowego

- Dalsze przekształcenia otrzymanego izomeru prowadzące do pożądanego produktuOstatni etap syntezy

Ostatni etap syntezy

1. Stereoselektywna redukcja borowodorkiem sodu krystalicznej iminy
2. Kondensacja z chloroacetamidrazonem
3. Cyklizacja i otrzymanie produktu końcowego